# Əlincə dağı
Əlincə dağı eller bara Əlincə är ett berg i Azerbajdzjan. Det ligger i den sydvästra delen av landet, 400 km väster om huvudstaden Baku. Toppen på Əlincə dağı är 3 368 meter över havet, eller 570 meter över den omgivande terrängen. Bredden vid basen är 10,1 km.
Terrängen runt Əlincə dağı är kuperad norrut, men söderut är den bergig. Runt Əlincə dağı är det ganska glesbefolkat, med 27 invånare per kvadratkilometer.. Närmaste större samhälle är Arafsa, 12,4 km väster om Əlincə dağı. 
Trakten runt Əlincə dağı består i huvudsak av gräsmarker.